# CALML5
CALML5‏ (Calmodulin like 5) هوَ بروتين يُشَفر بواسطة جين CALML5 في الإنسان.
يُشفِّر هذا الجين بروتينًا جديدًا لربط الكالسيوم، يُعبَّر عنه في البشرة، وهو مرتبط بعائلة الكالموديولين من بروتينات ربط الكالسيوم. تُظهر الدراسات الوظيفية التي أُجريت على البروتين المُعاد تركيبه أنه يرتبط بالكالسيوم، ويخضع لتغيير في تكوينه عند حدوث ذلك. يُكتَشَف عن التعبير الوفير فقط في البشرة المُعاد بناؤها، ويقتصر على الخلايا الكيراتينية المُتمايزة. بالإضافة إلى ذلك، يُمكن أن يرتبط هذا الجين بإنزيم ناقلة الغلوتامين 3، الذي يُعدّ إنزيمًا رئيسيًا في التمايز النهائي للخلايا الكيراتينية.